# De Uitkomst
De Uitkomst was een wegwaterschap in Friesland dat een bestuursorgaan was van 1926 tot 1973. Het grondgebied lag in de gemeente Workum en had een oppervlakte van 59 hectare.
Doel van het waterschap was het bevorderen van de verkeersgelegenheid op drie wegen en een brug gelegen in het grondgebied. In 1943 blijkt de brug in de reglementen te zijn vervangen door een dam. In 1969 trad de toenmalig voorzitter af, terwijl de nieuwe voorzitter, wonende in Amsterdam, pas eind 1970 aantrad. In de laatste jaren van haar bestaan kende het waterschap hierdoor een slapend bestaan. Per 1 januari 1973 werd het waterschap opgeheven en ging het bij de eerste grote waterschapsconcentratie in die provincie, op in het waterschap Tusken Mar en Klif. Na verdere fusies valt het gebied sinds 2004 onder Wetterskip Fryslân.